# Liste des monuments historiques de Mende
Ce tableau présente la liste de tous les monuments historiques classés ou inscrits dans la ville de Mende, Lozère, en France.

## Statistiques
Mende compte 29 édifices comportant au moins une protection au titre des monuments historiques. 3 d'entre eux comportent au moins une partie classée ; les 26 autres sont inscrits.
Mende concentre 15 % des monuments historiques de la Lozère et est la commune la plus dotée du département.

## Liste
| Monument                                       | Adresse                                         | Coordonnées                      | Notice         | Protection | Date      | Illustration                                   |
| ---------------------------------------------- | ----------------------------------------------- | -------------------------------- | -------------- | ---------- | --------- | ---------------------------------------------- |
| Ancienne synagogue                             | 17 rue Notre-Dame                               | 44° 31′ 06″ nord, 3° 29′ 53″ est | « PA48000002 » | Inscrit    | 1996      | Ancienne synagogue                             |
| Cathédrale Notre-Dame-et-Saint-Privat de Mende | Place Urbain V                                  | 44° 31′ 02″ nord, 3° 29′ 54″ est | « PA00103856 » | Classé     | 1906      | Cathédrale Notre-Dame-et-Saint-Privat de Mende |
| Chapelle des Pénitents Blancs                  | 12 place au Blé                                 | 44° 31′ 03″ nord, 3° 30′ 02″ est | « PA48000018 » | Inscrit    | 2013      | Chapelle des Pénitents Blancs                  |
| Cinéma le Trianon                              | 5bis boulevard Lucien-Arnault                   | 44° 31′ 09″ nord, 3° 30′ 00″ est | « PA00103880 » | Inscrit    | 1984      | Cinéma le Trianon                              |
| Collège des Doctrinaires                       | Rue du Collège                                  | 44° 31′ 08″ nord, 3° 29′ 55″ est | « PA00103857 » | Inscrit    | 1977      | Collège des Doctrinaires                       |
| Couvent des Ursulines                          | 13 rue de la Jarretière                         | 44° 31′ 03″ nord, 3° 29′ 59″ est | « PA00103858 » | Inscrit    | 1950      | Couvent des Ursulines                          |
| Croix                                          | Boulevard des Capucins                          | 44° 31′ 11″ nord, 3° 29′ 50″ est | « PA00103861 » | Inscrit    | 1926      | Croix                                          |
| Croix                                          | Rue du Collège Rue du Chastel                   | 44° 31′ 08″ nord, 3° 29′ 52″ est | « PA00103859 » | Inscrit    | 1926      | Croix                                          |
| Croix de Sirvens                               | Sirvens Route nationale 88                      | 44° 31′ 49″ nord, 3° 31′ 33″ est | « PA00103860 » | Inscrit    | 1926      | Image manquante Téléverser                     |
| Fontaine d'Aigues-Passes                       | Rue d'Aigues-Passes Boulevard Théophile-Roussel | 44° 31′ 04″ nord, 3° 29′ 49″ est | « PA00103862 » | Inscrit    | 1945      | Fontaine d'Aigues-Passes                       |
| Fontaine de Soubeyran                          | Place du Griffon                                | 44° 31′ 00″ nord, 3° 29′ 57″ est | « PA00103863 » | Inscrit    | 1946      | Fontaine de Soubeyran                          |
| Hôtel de Montesquieu                           | 8 rue de l'Ancienne Maison Consulaire           | 44° 31′ 06″ nord, 3° 29′ 55″ est | « PA48000017 » | Inscrit    | 2012      | Image manquante Téléverser                     |
| Hôtel de préfecture de la Lozère               | Rue de la Rovère                                | 44° 31′ 04″ nord, 3° 29′ 53″ est | « PA00103878 » | Inscrit    | 1946      | Hôtel de préfecture de la Lozère               |
| Hôtel de Ressouches                            | 3 rue de l'Épine                                | 44° 31′ 06″ nord, 3° 29′ 57″ est | « PA00103882 » | Inscrit    | 1946      | Hôtel de Ressouches                            |
| Hôtel de ville                                 | Place d'Augirau                                 | 44° 31′ 04″ nord, 3° 30′ 06″ est | « PA00103864 » | Inscrit    | 1944 1945 | Hôtel de ville                                 |
| Immeuble                                       | 25 rue Basse                                    | 44° 31′ 05″ nord, 3° 30′ 01″ est | « PA00103865 » | Inscrit    | 1985      | Immeuble                                       |
| Lavoir de la Calquière                         | 1 rue d'Angiran                                 | 44° 31′ 05″ nord, 3° 30′ 02″ est | « PA00103866 » | Inscrit    | 1980      | Lavoir de la Calquière                         |
| Maison Porte Renaissance                       | 9 rue d'Aigues-Passes                           | 44° 31′ 04″ nord, 3° 29′ 52″ est | « PA00103874 » | Inscrit    | 1929      | MaisonPorte Renaissance                        |
| Maison                                         | 6 place au Blé                                  | 44° 31′ 03″ nord, 3° 30′ 01″ est | « PA00103868 » | Inscrit    | 1946      | Maison                                         |
| Maison                                         | Rue du Fournet Rue Saint-Dominique              | 44° 31′ 02″ nord, 3° 29′ 59″ est | « PA00103870 » | Inscrit    | 1946      | Maison                                         |
| Maison                                         | 1 rue du Fournet                                | 44° 31′ 01″ nord, 3° 29′ 59″ est | « PA00103869 » | Inscrit    | 1946      | Maison                                         |
| Maison                                         | 10 rue de la Jarretière                         | 44° 31′ 03″ nord, 3° 30′ 00″ est | « PA00103871 » | Inscrit    | 1946      | Maison                                         |
| Maison                                         | Rue Soubeyran                                   | à géolocaliser                   | « PA00103872 » | Inscrit    | 1946      | Image manquante Téléverser                     |
| Maison Ignon                                   | 2 Rue du Soubeyran                              | 44° 30′ 59″ nord, 3° 29′ 57″ est | « PA00103873 » | Inscrit    | 1946      | Image manquante Téléverser                     |
| Maison forte de Bahours                        |                                                 | 44° 32′ 22″ nord, 3° 26′ 50″ est | « PA00135397 » | Inscrit    | 1995      | Maison forte de Bahours                        |
| Maison Malgoire de Salles                      | 5 rue Basse                                     | 44° 31′ 07″ nord, 3° 29′ 58″ est | « PA00103867 » | Inscrit    | 1950      | Maison Malgoire de Salles                      |
| Maison Pons                                    | 10 rue Basse                                    | 44° 31′ 06″ nord, 3° 29′ 59″ est | « PA48000019 » | Inscrit    | 2013      | Maison Pons                                    |
| Niche                                          | 6 Rue du Fournet                                | 44° 31′ 03″ nord, 3° 29′ 59″ est | « PA00103875 » | Inscrit    | 1945      | Image manquante Téléverser                     |
| Niche                                          | Rue du Fournet Rue Saint-Privat                 | 44° 31′ 02″ nord, 3° 29′ 59″ est | « PA00103876 » | Inscrit    | 1945      | Niche                                          |
| Pont Notre-Dame                                |                                                 | 44° 31′ 17″ nord, 3° 29′ 51″ est | « PA00103877 » | Classé     | 1889      | Pont Notre-Dame                                |
| Remparts                                       | Place Théophile-Roussel                         | 44° 31′ 10″ nord, 3° 29′ 51″ est | « PA00103879 » | Inscrit    | 1979      | Remparts                                       |
| Tour des Pénitents                             |                                                 | 44° 31′ 03″ nord, 3° 30′ 02″ est | « PA00103881 » | Classé     | 1943      | Tour des Pénitents                             |